# Procladius
Procladius är ett släkte av tvåvingar som beskrevs av Frederick Askew Skuse 1889. Procladius ingår i familjen fjädermyggor.

## Dottertaxa tillProcladius, i alfabetisk ordning[1][2]
- Procladius abetus
- Procladius abrupta
- Procladius albitalus
- Procladius anomalus
- Procladius apicalis
- Procladius appropinquatus
- Procladius arcuata
- Procladius barbatulus
- Procladius barbatus
- Procladius bellus
- Procladius bifasciatus
- Procladius bifida
- Procladius bifidus
- Procladius bilobatus
- Procladius brevipalpis
- Procladius brevipetiolatus
- Procladius brunettii
- Procladius choreus
- Procladius cinereus
- Procladius clavus
- Procladius crassinervis
- Procladius culiciformis
- Procladius curtus
- Procladius deltaensis
- Procladius denticulatus
- Procladius dentus
- Procladius desis
- Procladius duplexus
- Procladius etatus
- Procladius ferrugineus
- Procladius fimbriatus
- Procladius flavifrons
- Procladius floralis
- Procladius freemani
- Procladius fulvus
- Procladius fuscipes
- Procladius fuscus
- Procladius goanna
- Procladius gretis
- Procladius heterocerus
- Procladius imicola
- Procladius incomptus
- Procladius incranspicuus
- Procladius insularis
- Procladius islandicus
- Procladius jeris
- Procladius johnsoni
- Procladius karahutoensis
- Procladius lacteiclava
- Procladius latifrons
- Procladius leucoma
- Procladius longistilus
- Procladius lugens
- Procladius lugubris
- Procladius lundstromi
- Procladius macrotrichus
- Procladius maculosus
- Procladius martini
- Procladius modestus
- Procladius mozambique
- Procladius nietus
- Procladius nigriventris
- Procladius nipponicus
- Procladius noctivagus
- Procladius nudipennis
- Procladius pallidus
- Procladius paludicola
- Procladius paragretis
- Procladius parvulus
- Procladius pectinatus
- Procladius polytomus
- Procladius prolongatus
- Procladius pruinosus
- Procladius recurva
- Procladius reidi
- Procladius riparius
- Procladius rivulorum
- Procladius rufovittatus
- Procladius ruris
- Procladius sagittalis
- Procladius scapularis
- Procladius serratus
- Procladius shibrui
- Procladius signatus
- Procladius simplicistilus
- Procladius simplicistylis
- Procladius squamifer
- Procladius stroudi
- Procladius sublettei
- Procladius suecicus
- Procladius tatrensis
- Procladius transiens
- Procladius trifolia
- Procladius umbrosus
- Procladius vestitipennis
- Procladius vesus
- Procladius wilhmi
- Procladius villosimanus
- Procladius vitripennis
- Procladius zernyi